# Україна на пісенному конкурсі Тюркбачення
Україна — одна з двадцяти чотирьох країн-учасниць, які змагалися на першому пісенному конкурсі «Тюркбачення», який відбувся в Ескішехірі, який був світовою столицею культури Туреччини між 19 та 21 грудня 2013 року.
Фазіле Ібраімова стала першою співачкою, яка змагалася за Україну, однією з перших учасниць конкурсу. Ібраімова пройшла півфінальний етап з піснею Elmalım (укр. Елмалим) і завершила змагання на 3-му місці, змагаючись у фіналі. Другий конкурс був 2014 року . У ньому брала участь Наталі Деніз з піснею Sän Benim У 2015 році українська гагаузка Анна Мітіогло представляла країну і стала 13-ю у підсумку.

## Конкурсанти
| Рік      | Співачка          | Пісня       | Мова      | Переклад       | Фінальні бали | Місце |
| -------- | ----------------- | ----------- | --------- | -------------- | ------------- | ----- |
| 2013 рік | Фазіле Ібраімова  | Elmalım     | Турецька  | Моє яблуко     | 200           | 3.    |
| 2014 рік | Наталі Деніз      | Sän Mine    | Гагаузька | Ти мій         | -             | -     |
| 2015 рік | Анна Мітіогло     | Baaşla Bana | Гагаузька | Пробач мені    | 148           | 13.   |
| 2020 рік | Наталія Папазоглу | Tikenli yol | Гагаузька | Тернистий шлях | 226           | 1.    |